# Seututie 741
Pour les articles homonymes, voir Route 741.
La route régionale 741 (finnois : Seututie 741) est une route régionale allant de Söyrinki à Lappajärvi jusqu'à Pietarsaari en Finlande,,.

## Présentation
La seututie 741 est une route régionale d'Ostrobotnie du Sud.

## Parcours
- Lappajärvi
  - Söyrinki
- Kauhava
  - Kortesjärvi (24,3 km)
- Pedersöre
  - Purmo (53,1 km)
  - Pännäinen (65,4 km)
- Pietarsaari (77,1 km)